# Stenterello

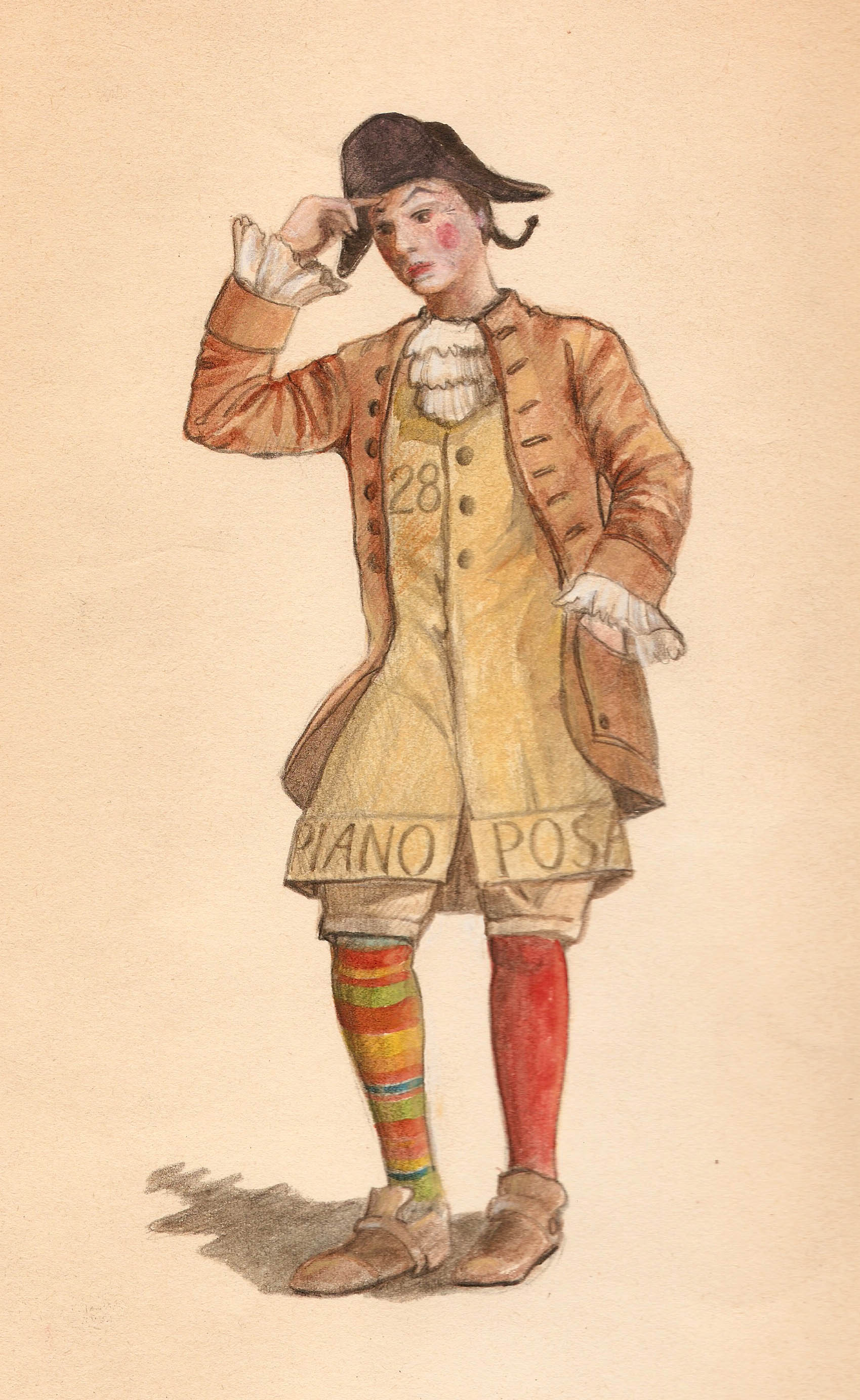
Gravure du Stenterello (XVIIIe siècle).

Stenterello est un personnage de la tradition carnavalesque et du théâtre florentin.
Selon les témoignages de Pellegrino Artusi et Pirro Maria Gabrielli, il fut le dernier masque de la commedia dell'arte.

## Histoire
L'histoire de Stenterello est plutôt complexe. Le personnage fut inventé à la fin du XVIIIe siècle, par Luigi Del Buono (auteur des premières pièces) et repris ensuite par d'autres acteurs dont Lorenzo Cannelli et Augusto Bargiacchi. En 1821 Cannelli acquit auprès de ce même Del Buono les pièces que celui-ci avait représentées avec succès pendant toute sa carrière. Ces acteurs donnèrent vie à un second Stenterello, beaucoup plus serein mais moins vigoureux bien que plus « populaire ».
Ils écrivirent ou firent écrire d’autres pièces, dans un éloignement continu et régulier du ton initial. Bien vite on arriva à un type populaire, qui confina souvent à la superficialité et aux effets faciles. Même les premières pièces de Del Buono, furent manipulées, « modernisées », allongées ou raccourcies. Il existe encore aujourd'hui des centaines de pièces qui témoignent de ce procédé populaire, et qui vont jusqu'à la fin du XIXe siècle.
Dans les rapports qui existent entre Pinocchio et Stenterello ce ne sont pas les thèmes, les trames, les actions dramatiques qui sont intéressants, mais le style, c'est-à-dire d’une part la progression du tour de phrase, de la réplique, du discours, du monologue et d'autre part, le processus technique ou mieux la formule pour créer une situation.
Les pièces ont changé après l'apparition et l'énorme succès de Pinocchio. La traditionnelle « stenterellata » est bouleversée à la fin du XIXe siècle. Le discours et le mode d'agir de Stenterello deviennent imprévisibles, comme déjà celui de Pinocchio. Pinocchio a beaucoup influencé, dans les décennies suivantes, le théâtre de Stenterello et le théâtre vernaculaire florentin jusqu'à Wanda Pasquini, une des interprètes les plus authentiques et aimées de ce théâtre, la mythique « Mère Alvara » (Sora Alvara) du « Grillon Chanteur » (Il Grillo Canterino) qui, de l'après-guerre jusqu’à nos jours, a représenté avec tant d'autres acteurs et interprètes influents, Florence et la Toscane.
Les monologues de Pinocchio ne trouvent pas d'équivalent dans les monologues de Stenterello. Ces derniers contiennent des jeux de mots comiques qui ne décrivent aucune action, avec des racines dans le théâtre encore embourgeoisé du XVIIIe. Les monologues de Pinocchio sont par contre calqués sur les discours ou mieux sur les lettres que pourrait très bien rédiger une simple personne qui se mettrait à écrire en racontant à d’autres ses propres histoires.
Voici à titre d’exemple un monologue de Stenterello : « Je suis sain, jusqu'au point, que d'un coup de poing dans le groin, ce  n'est pas un rêve, je tue un fou, ou d'un coup, je l’éclabousse, dans un puits au milieu d’une flaque, et par la pie si je le tords, je te l'étrangle comme une autruche. »  Plus évocateur évidemment en italien : « Sono sano, sino a segno, ché di un pugno dentro al grugno, non è sogno, ammazzo un pazzo, o di un cozzo, io lo schizzo, dentro un pozzo in mezzo al guazzo, e pel gazza se lo strizzo, te lo strozzo come un struzzo. »
Mais à la fin du siècle (après Pinocchio) les jeux de mots de Stenterello changent de nature et se servent du dialogue même si substantiellement le discours du nouveau personnage de Stenterello reste le monologue. À l’examen des situations qui entrent en jeu dans l'action comique de ce nouveau personnage, le renouvellement de Stenterello sur le modèle de Pinocchio ne fait aucun doute.

## Pinocchio et le répertoire de Stenterello
La question des rapports entre le répertoire théâtral de Stenterello et Carlo Collodi, l'auteur de Pinocchio, nécessite une mise au point. Il est certain que, comme tout bon Florentin, Collodi connaissait très bien ce répertoire en tant que spectateur. Mais il le connaissait encore plus parce qu'il lui passait entre les mains en Préfecture. Il était en effet chargé de l’approbation (obligatoire) des manuscrits des comédies qui devaient être jouées en public.
On peut d’ailleurs voir sur un de ces manuscrits, Stenterello et Sa Fille - Comiques Ambulants, l'autorisation à donner les représentations signée de Carlo Collodi : « Florence le 5 juin 1870 - pour le préfet - C. Lorenzini ».

## Sources
- Gérard Genot, Relecture de Pinocchio